# Geelpootpapegaaiduif
De geelpootpapegaaiduif (Treron phoenicopterus) is een vogel uit de familie Columbidae (duiven).

## Verspreiding en leefgebied
Deze soort komt voor van India tot Zuidoost-Azië en telt vijf ondersoorten:
- T. p. phoenicopterus: van oostelijk Pakistan en noordelijk India tot Bangladesh en noordoostelijk India.
- T. p. chlorigaster: centraal en zuidelijk India.
- T. p. phillipsi: Sri Lanka.
- T. p. viridifrons: van zuidwestelijk China tot Myanmar en noordwestelijk Thailand.
- T. p. annamensis: oostelijk Thailand, zuidelijk Laos en zuidelijk Vietnam.